# Лёренскуг (хоккейный клуб)
«Лёренскуг» (норв. Lørenskog IK) — норвежский хоккейный клуб из города Лёренскуг. Основан в 1963 году. С 2008 года выступает в норвежской хоккейной лиге.

## История
«Лёренскуг» был основан в 1963 году. Команда была постоянным участником норвежского первого дивизиона. В сезоне 2007/08 клуб вышел в высшую норвежскую лигу. В сезоне 2011/12 команда добилась выхода в полуфинал плей-офф. В 2012 году клуб впервые в истории вышел в финал норвежской хоккейной лиги, где уступил клубу «Ставангер Ойлерс» в серии со счётом 2-4.